# Ole Wegener
Ole Wegener (født 18. februar 1936 i København, død 11. marts 2025 i Beder) var en dansk skuespiller, der primært var kendt fra scenen. 
I 1962 blev Wegener uddannet fra Aarhus Teater. Herefter foretog han studierejser til London, Berlin, Bukarest, Göteborg og Stockholm. Han var sidenhen ud over Aarhus Teater også knyttet til blandt andet Fiolteatret, Folketeatret og Aalborg Teater. Blandt de stykker han medvirkede i kan nævnes Laser og pjalter, Tribadernes nat, Pariserliv, Samfundets støtter, Dødsdansen, En frygtelig ulykke, Gösta Berlings Saga, Gengangere og Og giv os skyggerne. Han var nomineret til Årets Reumert for bedste birolle, da han spillede Foldal i Ibsens John Gabriel Borkman i 2004.
Han spillede også med i enkelte film i begyndelsen af sin karriere. Han modtog en Bodil for bedste mandlige hovedrolle i 1964 for sin rolle som John i Sekstet. Han spillede også en del tv, ofte i tv-bearbejdninger af teaterstykker.
Han var i mange år gift med skuespillerkollegaen Karen Wegener. Han var bror til skuespilleren Klaus Wegener.

## Filmografi
Spillefilm
- Een blandt mange (1961)
- Gøngehøvdingen (1961)
- Venus fra Vestø (1962
- Dronningens vagtmester (1963)
- Sekstet (1963)
- En ven i bolignøden (1965)
- Hennes meget kongelige høyhet (norsk, 1968)

Tv-film og -serier
- Agnete og frømanden (1958)
- De store drenge (1963)
- Den stundesløse (1963)
- Candida (1964)
- Mille, Marie og mig. Eller Giselle eller? (1965)
- Det er værd at huske (1965)
- Melodien der blev væk (1965)
- Ballerina (indgår i serien Disneyland, 1966)
- Rundt om en enebærbusk (1967)
- Juno og påfuglen (1967)
- Resternes politik (1969)
- Løftet (1969)
- Kreditorer (1971)
- Rullegardinet (1971)
- Hvem har bolden (1978)
- Sommeren 1807 (1978)
- Dage på en sky (1980)
- Rejseholdet (1. episode, 1983)
- Lykke Per (1989)
- Bryggeren (1997)
- Fra regnormenes liv (2005)